# 桂雀々の大判小判がじゃくじゃく
『桂雀々の大判小判がじゃくじゃく〜BS12お宝噺〜』（かつらじゃくじゃくのおおばんこばんがじゃくじゃく）は、2013年4月13日から2015年6月6日までTwellVで放送されていた番組。

## 概要
上方落語家・桂雀々の、東京進出後初のレギュラー番組である。
開始当初は30分番組であったが、2014年から1時間に拡大。ただし隔週放送となり、本放送の翌週は再放送となる。
初期は情報番組とトーク番組の折衷のようなスタイルで、経営や趣味などで魅力的な人生を送っている人物を「お宝人」（おたからびと）と定義し、雀々がその人物のところに出向いて対談したり、その活動を自ら体験したりするのが主な内容。ときおり雀々の高座も放送していた。
2015年1月10日よりトーク番組にリニューアル。公開収録によるゲストとの対談が主体となっている。リニューアル後はゲスト1組＋演芸1組を2週にわたって放送、続く2週は再放送となる。
2015年6月6日に最終回を迎えた。

## 構成

### リニューアル後
- ライブスペース「東京カルチャーカルチャー」を会場に、雀々が「すずめ座」の座長となり、公開収録形式でゲストを招いて、テーマに基づいたトークを繰り広げる。大トリでは座長雀々がプロデュースの人気芸人が登場し、一席披露する。

### リニューアル前
- 本編
  - 「お宝人」との対談や、話題のスポットへの訪問、チャレンジ企画など。
- 卓球『雀々道』
  - 2014年4月開始。「50代からなりたい自分になる」をキーワードとし、学生時代断念せざるを得なかった卓球に、雀々がチャレンジするコーナー。「らくご卓球クラブ」に入会し腕を磨く。
- 落語スペシャル
  - 雀々の独演会等で収録した高座の様子を全編にわたって放送する。

## 出演者
すずめ座 座長（司会）
- 桂雀々

すすめ座 番頭（アシスタント）
- 立川こはる - コーナーの切り替えなど、進行をサポートする

リポーター
- 藤田みずき（Facebook担当カメラマン）

### ナレーター
- 一龍斎貞弥

#### 過去
- 羽室満 - 卓球コーナーのみ担当

## 放送日時
- 毎週土曜 13:00 - 13:30 (2013年4月 - 2014年3月)
- 隔週土曜 20:00 - 20:55 (2014年4月 - 2015年6月) - 本放送と再放送を交互

## 特別企画
- 桂雀々の地獄八景亡者戯2013
  - 2013年12月31日20:00 - 21:55に放送。築地本願寺・ブディストホールで収録された「地獄八景亡者戯」の口演を、舞台裏の様子を交えながらノーカットで放送。なお本編前には春風亭昇太との対談も放送された。